# 1999 في النرويج
فيما يلي قوائم الأحداث التي وقعت خلال عام 1999 في النرويج.

## سياسة

### تعيين في المنصب
- 1 يناير – ألف إي. ياكوبسن Mayor of Hammerfest ‏.
- 1 يناير – هيرمان كريستوفيرسن mayor of Tromsø ‏.

### انتهاء فترة المنصب
- 1 يناير – جان أولاف اولسن Mayor of Gjerstad ‏.
- 1 يناير – سفاين روالد هانسن عمدة فريدريكستاد ‏.

## رياضة
- 1 يناير – الدوري النرويجي الممتاز 1999 الفائز نادي روسنبورغ.
- 1 يناير – كأس النرويج 1999 الفائز نادي روسنبورغ.

## ظهور
- 1 يناير – ملوك الملاءمة

## مواليد

### مايو
- 11 مايو – كريستيان بورشجريفينك لاعب كرة قدم نرويجي.
- 24 مايو – تارجي ساندفيك موي ممثل نرويجي.

### يونيو
- 8 يونيو – سيباستيان بيدرسن لاعب كرة قدم نرويجي.

### أغسطس
- 23 أغسطس – يسبر بيدرسن
- 31 أغسطس – توبياس سفيندسين لاعب كرة قدم نرويجي.

### أكتوبر
- 12 أكتوبر – ينس بيتر هاوجي لاعب كرة قدم نرويجي.

## وفيات

### يناير
- 1 يناير – هنري تيلر (مواليد 1914) ملاكم نرويجي.
- 12 يناير – غيردا رينغ (مواليد 1891) ممثلة نرويجية.

### فبراير
- 9 فبراير – برنهارد باوس (مواليد 1910) طبيب نرويجي.

### مارس
- 14 مارس – ماريوس مولر (مواليد 1958)
- 20 مارس – غريت ناش (مواليد 1939)

### مايو
- 31 مايو – كارل فيغو لانج (مواليد 1904)

### يونيو
- 12 يونيو – أولا باور (مواليد 1943) كاتب نرويجي.

### يوليو
- 28 يوليو – ترجيف هافليمو (مواليد 1911)

### سبتمبر
- 7 سبتمبر – بيارن إيفرسن (مواليد 1912) متزحلق نرويجي.

### نوفمبر
- 9 نوفمبر – هيرسليب فوجت (مواليد 1912) دبلوماسي نرويجي.